# Пьеве-д’Альпаго
Пьеве-д’Альпаго (итал. Pieve d'Alpago) — коммуна в Италии, располагается в провинции Беллуно области Венеция.
Население составляет 2025 человек (2008), плотность населения составляет 81 чел./км². Занимает площадь 25 км². Почтовый индекс — 32010. Телефонный код — 0437.
Покровительницей коммуны почитается святая Анна, празднование 26 июля.

## Демография
Динамика населения:

## Администрация коммуны
- Официальный сайт: http://www.comune.pievedalpago.bl.it